# 富田氏実
富田 氏実（とみた うじざね）は、戦国時代から安土桃山時代の武将。蘆名氏の家臣。通称は美作守。蘆名四天の宿老の一人。

## 略歴
富田滋実（左近将監）の子として誕生。滋実は蘆名盛滋から名を賜り、猪苗代盛頼討伐や伊達輝宗の妹と蘆名盛興の婚約に活躍が伝わっている。
氏実は元亀2年（1572年）頃に出仕し、蘆名盛氏から偏諱を賜っている。
天正6年（1578年）に反乱を起こした大槻政通・山内重勝らの討伐を行う。
天正10年（1582年）信濃から流浪していた小笠原長時が家臣・坂西勝三郎によって殺害されているが、これは氏実の邸宅で酒宴を催していた最中のことである。
天正12年（1584年）6月に松本行輔の謀反に加担している。
天正14年（1586年）から蘆名氏の養子をめぐり、伊達氏の小次郎を推す氏実・猪苗代盛国・平田氏・宿老の大半・国人領主らと、金上盛備ら佐竹氏の義広を推す派閥抗争が勃発する。結果は金上盛備の工作で義広派が勝利したが、以降家中の統制崩壊が始まっていくことになる。
天正17年（1589年）摺上原の戦いで伊達政宗と戦い、息子の富田隆実が奮戦するも、氏実は傍観ののち無断撤退し（伊達に内通とも）、蘆名氏は惨敗・滅亡した。または留守居役として本戦に参加せず、戦後伊達家に降伏したともいう。異説として常陸の佐竹氏のもとへ逃亡もある。

## 子孫
氏実には弟の祐昌、俱祐がいる。
息子には隆実、常雄（佐瀬種常養子）、実積、氏繁がいる。
仙台藩の家老・富田氏紹は氏実の四男・氏繁の子である。

## 参考資料
- 林哲『会津 芦名一族』歴史春秋社、1979年。
- 『富田家年譜』